# Fairfax (Dakota del Sud)
Fairfax è un comune (town) degli Stati Uniti d'America della contea di Gregory nello Stato del Dakota del Sud. La popolazione era di 115 abitanti al censimento del 2010.

## Geografia fisica
Fairfax è situata a 43°01′41″N 98°53′23″W (43.028069, -98.889639).
Secondo lo United States Census Bureau, la città ha una superficie totale di 0,78 km², dei quali 0,78 km² di territorio e 0 km² di acque interne (0% del totale).
A Fairfax è stato assegnato lo ZIP code 57335 e lo FIPS place code 20380.

## Storia
Il primo insediamento a Fairfax fu creato intorno al 1890. Un ufficio postale chiamato Fairfax era in funzione dal 1892. Deve il suo nome alla città di Fairfax nella Virginia, da dove proveniva uno dei primi coloni.

## Società

### Evoluzione demografica
Secondo il censimento del 2010, c'erano 115 abitanti.

### Etnie e minoranze straniere
Secondo il censimento del 2010, la composizione etnica della città era formata dal 97,39% di bianchi, l'1,74% di afroamericani, lo 0,87% di nativi americani, lo 0% di asiatici, lo 0% di oceanici, lo 0% di altre etnie, e lo 0% di due o più etnie. Ispanici o latinos di qualunque etnia erano lo 0% della popolazione.